# Belleville, Arkansas
Belleville är en ort i Yell County i delstaten Arkansas, USA.